# Hyposmocoma argentea
Hyposmocoma argentea là một loài bướm đêm thuộc họ Cosmopterigidae. Nó là loài đặc hữu của Molokai.